# Norrmän
Norrmän (på norska nordmenn), feminin form norskor, eller könsneutral form norskar, är en germansk etnisk grupp med norska som modersmål. Dessa bor huvudsakligen i Norge. 2012 hade Norge fem miljoner invånare.
Tacitus med flera nämner flera små folkstammar som förmodligen bodde i nuvarande Norge under de första århundradena f.Kr.; bland annat rugierna har hävdats ursprungligen komma därifrån (jämför Rogaland). Enligt sägner besegrades kung Åle av Norge av den svenska kungen Adils på 500-talet. Efter Adils död härjades nuvarande Sverige av daner och norrmän. Enligt flera norska och isländska sagor, hämtades Ingjald Illrådes sonson Halvdan Vitben till Norge för att bli kung på 600-talet, och skall därför vara stamfar till den norska Skilfingaätten.
Under folkvandringstiden (400–600) har nya folk kommit till Norge och ruiner av fornborgar har tolkats som att denna period har präglats av krig och oroligheter.
År 870 stod slaget vid Haversfjorden mellan svear och norrmän, och efter detta enades Norge under kung Harald Hårfager. Island började bebyggas av främst norrmän 874, och efter detta började norrmän att härja till havs i Britannien och Frankerriket.

## Norrbagge
Norrbagge eller bara bagge är ett gammalt svenskt skällsord för norska män. Varianten bagge finns belagd så tidigt som 1525, och sammansättningen norrbagge har förekommit åtminstone sen 1604. Oklara källor gör gällande att Birger jarl redan påsken 1257 instruerat sina män att inte kalla de norska gästerna för baggar, men detta kan vara en skröna, då källan hänvisar till en norsk konungasaga.
Ordet har sina rötter i ordet bagge, vilket i det här fallet syftar på det maskulina fårets genitalier. Varför svenskarna började använda benämningen på norrmän är oklart, men en teori är att det är en humoristisk försvenskning av Bagler, motståndare till kung Sverre Sigurdsson. En annan teori är att det är en förvanskning av en latinsk benämning på norrman, norvagus, ibland skrivet norbagus.
SAOB anger även den historiska varianten Nord-bagge.

## Kända norrmän i urval
- Edvard Grieg, kompositör
- Thor Heyerdahl, etnolog och forskningsresande
- Fridtjof Nansen, upptäcktsresande och diplomat
- Jens Stoltenberg, politiker och Natos generalsekreterare